# Lista över Guyanas presidenter

Presidentens flagga 1999-2015 samt från 2020.

Detta är en lista över Guyanas presidenter. Edward Victor Luckhoo fungerade som tillförordnad president från 23 februari till 17 mars 1970.
| Namn           | Ämbetsperiod                       |
| -------------- | ---------------------------------- |
| Arthur Chung   | 17 mars 1970 – 6 oktober 1980      |
| Forbes Burnham | 6 oktober 1980 – 6 augusti 1985    |
| Desmond Hoyte  | 6 augusti 1985 – 9 oktober 1992    |
| Cheddi Jagan   | 9 oktober 1992 – 6 mars 1997       |
| Sam Hinds      | 6 mars 1997 – 19 december 1997     |
| Janet Jagan    | 19 december 1997 – 11 augusti 1999 |
| Bharrat Jagdeo | 11 augusti 1999 – 3 december 2011  |
| Donald Ramotar | 3 december 2011 – 16 maj 2015      |
| David Granger  | 16 maj 2015 – 2 augusti 2020       |
| Irfaan Ali     | 2 augusti 2020 -                   |